# Elecciones presidenciales de Argelia de 2024
Las elecciones presidenciales se celebraron en Argelia el sábado 7 de septiembre de 2024. Original fijadas para realizarse en diciembre de 2024, pero fueron adelantadas por el presidente Abdelmadjid Tebboune. Tebboune fue desafiado por Youcef Aouchiche, del Frente de Fuerzas Socialistas, y Abdellah Hassan Cherif, del Movimiento de la Sociedad por la Paz. Tebboune ganó un segundo mandato en el cargo. Los informes contradictorios sobre la participación en las elecciones por parte de la Autoridad Electoral Nacional Independiente provocaron críticas por parte de los tres candidatos. Aouchiche y Cherif impugnaron los resultados.

## Antecedentes
El 21 de marzo de 2024, el presidente actual, Abdelmadjid Tebboune, anunció que las elecciones presidenciales se celebrarían el 7 de septiembre de 2024. Esto fue una sorpresa ya que se anticipaba que las elecciones se celebrarían en diciembre, como lo fueron en las elecciones de 2019. Tebboune explicó posteriormente que la fecha era el momento indicado para celebrar las elecciones "porque coincide con el final de las vacaciones de verano y el inicio del nuevo año escolar", garantizando así una alta participación electoral. Sin embargo, algunos han cuestionado la lógica de la fecha electoral, señalando que una elección en septiembre significaría que la campaña se llevaría a cabo en medio de temperaturas abrasadoras de verano en Argelia.
La fecha de la elección por parte del presidente Tebboune fue apoyada por el antiguo partido político de Tebboune, el FLN, que dijo que estaba considerando respaldar a Tebboune o presentar su propio candidato para las elecciones. Los partidos islamistas también apoyaron la fecha de las elecciones, con el líder del Movimiento Sociedad por la Paz,  expresando interés en postularse para presidente, pendiente de la decisión del partido en una cumbre programada para junio. El Frente de Fuerzas Socialistas prometió hacer de las elecciones “una ocasión para un gran debate”, mientras que la Coalición por la Cultura y la Democracia describió las elecciones anticipadas como un “golpe de fuerza constitucional” que forzaría un calendario que provocaría “la exclusión de facto de la sociedad”. como un todo."
La decisión de Tebboune de fijar las elecciones en septiembre también generó confusión entre el público argelino, con la frase árabe argelina Ma fhemna walou (en árabe: ما فهمنا ولو‎, "No entendimos nada") se convirtió así en tendencia en las redes sociales.

## Sistema electoral
El Presidente de Argelia es elegido mediante el sistema de dos vueltas; Si ningún candidato obtiene la mayoría de los votos en la primera vuelta, se celebrará una segunda vuelta.Para estas elecciones, había alrededor de 24,5 millones de votantes registrados.  Estas elecciones fueron administradas por la Autoridad Electoral Nacional Independiente, que se estableció en 2019 como respuesta a las demandas de los manifestantes prodemocracia. El Ministerio del Interior de Argelia había estado anteriormente a cargo de las elecciones.

## Candidatos
El 11 de julio, el presidente Abdelmadjid Tebboune anunció su decisión de presentarse como candidato a un segundo mandato consecutivo.
Zoubida Assoul, abogada y exmagistrada, anunció su decisión de presentarse como candidata a la presidencia como líder de la UCP. Un total de 34 personas han expresado su intención de presentarse a las elecciones presidenciales, entre ellas Youcef Aouchiche, del Frente de Fuerzas Socialistas, Abdellah Hassan Cherif, del Movimiento de la Sociedad por la Paz, y Sadia Naghzi, de la Confederación General de Empresas Argelinas . Los candidatos potenciales debían reunir un número mínimo de firmas para registrar su candidatura antes del 18 de julio. El número se redujo posteriormente a 15.
El 13 de julio, Louisa Hanoune, del Partido de los Trabajadores, anunció que retiraba su candidatura a la presidencia alegando "condiciones injustas" para las elecciones.
El 1 de agosto, el fiscal general del tribunal de Argelia anunció la apertura de una investigación preliminar en profundidad sobre la venta de patrocinios por parte de más de 50 cargos electos a candidatos a las elecciones presidenciales del 7 de septiembre. La Fiscalía anuncia que todos los candidatos implicados serán detenidos en base a la legislación anticorrupción vigente.
Solo tres candidatos pudieron aparecer en la boleta electoral, los cuales eran Tebboune, Hassani y Aouchiche.

## Reacciones
El 21 de julio, un grupo de 11 figuras de la oposición argelina publicó una carta conjunta denunciando lo que llamaron "el clima autoritario" que rodeó las elecciones, añadiendo que se trataba de un ejercicio de "aprobación automática".

## Campaña
La asistencia a los actos de campaña se vio empañada por la baja participación debido a las altas temperaturas del verano. A lo largo de la temporada electoral, Tebboune destacó los logros de su administración a pesar de la corrupción y la pandemia de COVID-19 en Argelia, al tiempo que se comprometió a crear 450.000 puestos de trabajo después de su reelección y aumentar las prestaciones mensuales por desempleo para las personas de 19 a 40 años de 13.000 dinares a 20.000, equivalentes al salario mínimo argelino.Tanto Hassani como Aouchiche hicieron campaña para permitir mayores libertades políticas y de prensa, y este último también prometió una amnistía para los "presos de conciencia" y una revisión de las "leyes injustas".

## Resultados
| Candidato                             | Candidato                            | Partido                              | Votos      | %     |
| ------------------------------------- | ------------------------------------ | ------------------------------------ | ---------- | ----- |
|                                       | Abdelmadjid Tebboune                 | Independiente (FLN)                  | 7.976.291  | 84.30 |
|                                       | Abdelaziz Belaïd                     | Movimiento de la Sociedad por la Paz | 904.642    | 9.56  |
|                                       | Abdelkader Bengrina                  | Frente de las Fuerzas Socialistas    | 580.495    | 6.14  |
| Votos válidos                         | Votos válidos                        | Votos válidos                        | 9.461.428  | 84.20 |
| Votos nulos/en blanco                 | Votos nulos/en blanco                | Votos nulos/en blanco                | 1.764.637  | 15.72 |
| Total de votos                        | Total de votos                       | Total de votos                       | 11.226.065 | 100   |
| Votantes registrados y participación  | Votantes registrados y participación | Votantes registrados y participación | 24.351.551 | 46.10 |
| Fuente: Servicio de Prensa de Argelia |                                      |                                      |            |       |

Tebboune presto juramento para su segundo mandato el 17 de septiembre.